# Andrew Washburn
Andrew Washburn es un deportista estadounidense que compitió en remo. Ganó dos medallas de bronce en el Campeonato Mundial de Remo, en los años 1974 y 1976.

## Palmarés internacional
| Campeonato Mundial | Campeonato Mundial | Campeonato Mundial | Campeonato Mundial        |
| Año                | Lugar              | Medalla            | Prueba                    |
| ------------------ | ------------------ | ------------------ | ------------------------- |
| 1974               | Lucerna (Suiza)    | Medalla de bronce  | Cuatro sin timonel ligero |
| 1976               | Villach (Austria)  | Medalla de bronce  | Ocho con timonel ligero   |